# Listă de superlative geografice
Aceasta este o listă a principalelor superlative geografice:

## A
Aeroporturi
- cea mai înaltă aterizare:  Dhaulagiri[1]
- cel mai jos teren de aterizare:   El Lisan
- aeroportul internațional la cea mai mare altitudine:  El Alto
- aeroportul internațional la cea mai joasă altitudine:  Aeroportul Amsterdam Schiphol

Anomalii magnetice
- cea mai mare: Regiunea Kursk

Arhipelaguri
- cel mai mare:  Indonezia

Atoli
- cel mai mare: Atolul Kwajalein
- cu cea mai mare suprafață de uscat:  Insula Crăciunului

Aurore
- cea mai mare frecvență:  Shetland

## B
Baraje
- cel mai înalt: Barajul Nurek
- cu cel mai voluminos lac de acumulare: Barajul Kariba
- cu cel mai întins lac de acumulare: Barajul Akosombo

Bariere coraligene
- cea mai lungă: Marea Barieră de Corali

## C
Canale
- cel mai adânc: Kiel
- cel mai lat: Kiel
- cel mai mare sistem de ecluze: Canalul Panama
- cel mai vechi și lung canal de navigație și irigații: Marele Canal Chinez
- cel mai lung canal maritim: Canalul Suez
- cel mai lung canal fluvio maritim: Canalul Sfântul Laurențiu
- cel mai mare trafic: Canalul Suez
- cel mai mare canal-tunel: Canalul tunel Rove
- primul canal-tunel: Canalul tunel Malpas

Canioane
- cel mai adânc canion vizibil: Canionul Yarlung Tsangpo
- cel mai mare canion submarin: Esperance, Australia de Vest
- cel mai mare canion terestru: Canionul Yarlung Tsangpo

Capitale
- cea mai înaltă:  La Paz
- cea mai  nordică: Reykjavik
- cea mai sudică: Wellington
- cea mai veche capitală în funcțiune: Damasc
- singura capitală situată pe ecuator: Quito

Cascade
- cea mai înaltă cădere de apă: Cascada Angel
- cea mai lată: Cascada Khone
- cel mai mare debit:  Cascada Guaíra
- cu ape ce se volatilizează: Cascada Staubbach

Căi ferate
- cea mai înaltă cale ferată: Calea ferată Lhasa
- cea mai înaltă cale ferată cu ecartament îngust: Gara Tanggulla
- cea mai înaltă stație de cale ferată normală: Calea ferată Lhasa
- cea mai lungă cale ferată: Transsiberianul

Căi rutiere
- cea mai lungă: Panamericana

Câmpuri gazeifere
- cel mai mare: Câmpul gazeifer South Pars/North Dome

Câmpuri petrolifere
- cel mai mare: Câmpul Ghawar

Cicloane
- cel mai distrugător: Bangladesh

Climă
- cea mai lungă secetă:  Atacama
- cea mai mare anomalie climatică: Insulele Galápagos
- cel mai uscat loc: Calama, Chile

Construcții
- cea mai înaltă construcție a antichității: Marea Piramidă din Giza
- cea mai grandioasă: Marele Zid Chinezesc
- cea mai înaltă construcție din prezent: Burj Khalifa

Continente
- cel mai îndepărtat punct de uscat: Deșertul Gurbantünggüt
- cea mai mare masă continentală: Eurasia
- cel mai mic continent: Australia
- cel mai nordic punct de uscat: Insula KaffeKlubben;ATOW1996
- cea mai mare altitudine medie: Antarctida
- cea mai mică altitudine medie: Australia
- cel mai izolat: Antarctida

Curenți
- cel mai mare curent marin: Curentul Golfului
- cel mai puternic curent maritim: Saltstraumen
- cel mai rece din zonele aflate la latitudini mici: Curentul Humboldt

#### Cutremure
- cel mai puternic cutremur: Valvidia
- cele mai multe victime: Hezhaixiang

## D
Delte
- cea mai mare:  Delta Gangelui
- cea mai rapidă avansare: Fluviul Galben

Depresiuni
- cea mai adâncă: Platoul Hollick-Kenyon
- cea mai întinsă: Marea Caspică

Deșerturi
- cel mai mare: Antarctida (deșertul de gheață de pe continentul Antarctida).

Deriva continentelor
- singurul loc în care poate fi studiată la zi: Depresiunea Afar

## E
Estuare
- cel mai lung: Obi

## F
Fiorduri
- cel mai adânc: Scoresby Sund
- cel mai lung: Scoresby Sund

Fluvii
- cea mai mare bară (valuri provocate de flux):  Amazon (fluviu)
- cea mai mare difluență: Canalul Casiquiare
- cel mai lung: Fluviul Nil
- cel mai lung curs navigabil: Amazon (fluviu)
- cel mai lung estuar: Obi
- cel mai mare bazin hidrografic: Amazon (fluviu)
- cel mai mare debit: Amazon (fluviu)
- cel mai mare număr de afluenți și subafluenți: Amazon (fluviu)
- cel mai mic număr de afluenți: Fluviul Nil
- cele mai multe modificări ale cursului: Fluviul Mississippi
- cele mai spectaculoase schimbări ale cursului: Fluviul Galben
- cele mai vechi lucrări de irigație: Fluviul Nil
- cele mai vechi măsurători organizate ale nivelului apelor: Fluviul Nil
- care străbate cele mai multe țări: Dunărea
- care străbate cele mai multe capitale: Dunărea

Flux-reflux
- cel mai reprezentativ fenomen: Mont Saint-Michel

## G
Gheizere
- cea mai  înaltă erupție: Gheizerul Waimangu
- cel mai cunoscut:  Geysir
- cel mai înalt jet actual de apă și vapori: Gheizerul Steamboat
- cele mai constante  erupții:  Old Faithful

Ghețari-Gheață
- cea mai întinsă calotă glaciară: Antarctida
- cea mai groasă masă de gheață: Antarctida
- cel mai înalt (la cea mai mare altitudine):  Ghețarul Fedcenko
- cel mai întins ghețar continental: Vatnajokul
- cel mai lung: Ghețarul Lambert
- cea mai mare întindere de apă oceanică înghețată:  Oceanul Arctic

Golfuri
- cel mai mare: Golful Bengal

## H
Hidrocentrale
- cea mai mare:  Barajul celor trei Defileuri
- fluviul cu cel mai puternic sistem de hidrocentrale: Fluviul Galben

## I
Insule
- cea mai caldă: Insula Madagascar
- cea mai izolată: Insula Bouvet
- cea mai îndepărtată insulă locuită: Tristan da Cunha
- cea mai mare:  Groenlanda
- cea mai mare insulă fluvială:  Insula Bananal
- cea  mai mare insulă înconjurată de ape dulci: Insula Marajó
- cea mai mare insulă pe lac: Insula Manitoulin

Inundații
- cele mai catastrofale: Fluviul Galben

Istmuri
- cel mai îngust: Istmul Perekop
- cel mai lat: Istmul de la Tehuantepec

## L
Lacuri
- cel mai adânc: Baikal
- cel mai mare: Marea Caspică
- cel mai mare complex lacustru cu apă dulce: Marile Lacuri (America de Nord)
- cel mai mare lac artificial: Lacul de acumulare Volta
- cel mai mare lac cu apă dulce: Lacul Superior
- cea mai mare salinitate: Marea Moartă
- cel mai mare lac subteran: Peștera Drachenhauchloch
- cel mai mare volum de apă dulce: Baikal
- cel mai mare „lac în lac”: Lacul Manitou
- lacul la cea mai mare altitudine: Lacul Ojos del Salado
- lacul la cea mai joasă altitudine: Marea Moartă
- lacul navigabil aflat la cea mai mare altitudine: Titicaca
- cele mai mari variații ale temperaturii și volumului apei: Lacul Eyre
- cel mai mare sistem de navigație continentală: Marile Lacuri (America de Nord)
- singurul lac a cărui apă poate fi folosită la scris, ca orice cerneală: lângă Sidi Bel Abbès

## M
Maree
- cea mai înaltă: Golful Fundy
- prima și cea mai mare centrală mareo-motrice:  Rance

Mări
- cea mai mare: Marea Chinei de Sud
- cea mai mare salinitate: Marea Moartă
- cea mai scăzută salinitate: Marea Baltică
- cea mai ridicată temperatură a apei: Marea Roșie

Meteoriți
- cel mai mare meteorit expus: Meteoritul Cape York
- cel mai mare meteorit găsit: Meteoritul Hoba
- cel mai mare crater meteoritic: Craterul Vredefort

Mlaștini
- cea mai mare: Pantanal

Munți
- cel mai înalt sistem muntos: Himalaya-Karakorum
- cel mai înalt munte măsurat de la baza submarină: Mauna Kea
- cel mai înalt vârf: Everest (Chomolungma)
- cel mai înalt munte de pe Terra măsurat de la centrul planetei noastre: Chimborazo (vulcan)
- cel mai lung sistem muntos: Anzii Cordilieri
- cel mai lung sistem muntos submarin: Dorsala Atlantică
- cel mai mare munte submarin: Groapa Tonga
- cel mai înalt munte insular: Puncak Jaya
- muntele care reproduce zonele climato-vegetale ale globului: Kilimanjaro

## N
Nori
- cel mai coborât: Stratus (nor)
- cel mai înalt: Cirrus
- cel mai mare: Cumulonimbus
- cel mai mic: Cirrostratus

## O
Oceane
- cel mai întins: Oceanul Pacific
- cel mai mic: Oceanul Arctic
- cel mai sudic punct atins de oceanul planetar: Ghețarul Robert Scott
- cea mai mare adâncime medie: Oceanul Pacific
- cea mai mică adâncime medie: Oceanul Arctic
- cea mai mare adâncime maximă: Oceanul Pacific
- cea mai mică adâncime maximă:  Oceanul Arctic
- cea mai mare adâncime oceanică: Groapa Marianelor
- cea mai lungă fosă oceanică: Oceanul Pacific
- cel mai mare număr de insule: Oceanul Pacific
- cel mai mare număr de munți submarini: Oceanul Pacific
- cea mai mare dezvoltare a formațiunilor coraligene: Oceanul Pacific
- cea mai mare arie vulcanică activă: Oceanul Pacific

Orașe
- cea mai mare arie urbanizată: Megalopolis, (BosWash)
- cel mai călduros (cea mai ridicată temperatură medie anuală): Tombouctou
- cel mai îndepărtat de mare: Ürümqi
- cea mai răcoroasă capitală (cea mai joasă temperatură medie anuală): Ulaanbaatar
- cel mai sudic oraș și centru administrativ: Ushuaia
- cel mai sudic oraș cu peste un million de locuitori: Melbourne
- cel mai nordic: Qaanaaq
- cel mai nordic oraș cu peste 1.000.000 locuitori: Sankt Petersburg
- cel mai mare oraș situat pe ecuator: Quito
- orașul situat pe cele mai multe insule: Veneția
- cel mai vechi oraș cunoscut: Ierihon
- la cea mai mare altitudine: Wenchuan

## P
Parcuri naționale
- cel mai mare: Groenlanda
- cel mai mare parc național continental: Parcul Național Wood-Buffalo
- cel mai nordic: Groenlanda
- cel mai sudic: Țara de Foc
- cel mai complex parc național: Parcul Național Yellowstone
- cel mai mare număr de gheizere: Parcul Național Yellowstone
- cel mai vechi parc național: Parcul Național Yellowstone
- cu cea mai bogată faună: Parcul Național Serengeti

Pasuri
- cel mai înalt: Pasul Muztagh

Păduri
- cea mai mare: Pădurea Amazoniană

Peninsule
- cea mai mare: Peninsula Arabică

Peșteri
- cea mai adâncă: Peștera Voronya
- cea mai lungă: Parcul Național Peștera Mamutului
- cel mai mare sistem de peșteri: Parcul Național Peștera Mamutului
- cea mai mare stalactită: Peștera Nerja
- cea mai mare stalagmită: Aven Armand
- la cea mai mare altitudine: Peștera Rakhiot Peak
- cea mai mare sală:  Peștera Son Doong
- cel mai adânc aven: Peștera Vrtoglavica

Podișuri
- cel mai înalt: Platoul Tibet

Poduri
- cel mai lung pod natural: Landscape Arch

Populație
- statul ca cea mai mare densitate: Monaco
- statul cu cea mai mică densitate: Mongolia
- cel mai populat stat: India
- cel mai slab populat stat: Vatican

Porturi
- cel mai mare port fluvial: Duisburg
- cel mai mare port natural: Golful Guanabara
- cel mai mare port cu trafic complex: Rotterdam
- cel mai mare port petrolier: Ras Tanura

Precipitații atmosferice
- cea mai mare cantitate lunară și anuală: Cherrapunji
- cea mai mare cantitate de precipitații în 24 ore: Cilaos
- cea mai mare cantitate de precipitații într-o oră:  Holt
- cea mai mare cantitate de precipitații într-un minut: Unionville
- cel mai mare număr de zile ploioase: Muntele Waialeale
- cea mai mare cantitate de zăpadă într-o singură ninsoare: Thompson Pass
- cea mai mare cantitate de zăpadă în 24 ore: Silver Lake
- cea mai mare cantitate de zăpadă într-un an: Paradise, Washington
- cea mai mare cantitate de zăpadă într-un an: Muntele Baker
- cea mai ridicată medie anuală a precipitațiilor: Mawsynram
- cel mai uscat loc: Calama
- capitala cu cea mai mare cantitate de precipitații anuale: Monrovia
- orașul cu cea mai scăzută cantitate de precipitații anuale: Calama

Presiune
- cea mai ridicată la peste 750 m altitudine: Tosontsengel[2]
- cea mai ridicată sub 750 m altitudine: Agata
- cea mai joasă: Taifunul Tip[3]

## R
Radiație solară
- zona cu cea mai mare valoare: Antarctida

Râuri
- cel mai lung afluent: Râul Madeira
- cel mai lung subafluent: Râul Pilcomayo
- cel mai lung râu subteran: Nilul subteran
- cel mai scurt râu: D River; Râul Roe; Râul Reprua
- cel mai mare râu submarin: Curentul Cromwell

Rute maritime
- cea mai lungă: Londra-Geelong, Victoria
- cel mai mare sistem de navigație continentală: Marile Lacuri

## S
Salinitate
- cea mai mare salinitate a apei lacustre: Marea Moartă
- cea mai mare salinitate a apei marine: Marea Roșie
- cea mai scăzută salinitate: Marea Baltică

Sate, alte puncte locuite
- cel mai nordic punct locuit permanent: Alert, Nunavut
- cel mai sudic punct locuit permanent: Stația Amundsen-Scott
- la cea mai mare altitudine: Chacaltaya
- cel mai nordic: Ny-Aalesund
- cel mai sudic: Ushuaia
- localitatea aflată la cea mai joasă altitudine: Ein Bokek

Strâmtori
- cea mai lungă strâmtoare maritimă: Strâmtoarea Mozambic
- cea mai îngustă strâmtoare maritimă: Seil
- cea mai îngustă strâmtoare intercontinentală:  Bosfor
- cea mai îngustă strâmtoare navigabilă: Chalkis
- cea mai lată strâmtoare maritimă: Strâmtoarea Drake

## T
Temperaturi
- cea mai mare: Valea Morții
- cea mai constantă: Garapan
- cea mai scăzută: Stația Vostok
- cea mai ridicată temperatură pe termen lung: Valea Morții
- cel mai rece loc locuit (exceptând stațiunile de cercetări științifice): Oimiakon
- polul căldurii: Dallol, Etiopia
- polul frigului: Antarctida
- cea mai lungă perioadă de secetă: Deșertul Atacama
- cea mai mică variație a temperaturii aerului (observație pe 10 ani): Fernando de Noronha
- cea mai mare variație a temperaturii într-o singură zi: Browning
- cea mai scăzută temperatură a apei în sezonul cald: Marea Albă

Toponime
- cel mai lung toponim: Taumatawhakatangihangakoauauotamateaturipukakapikimaungahoronukupokaiwhenuakitanatahu

## Ț
Țări
- cea mai întinsă: Rusia
- cel mai mic stat: Vatican
- cel mai mic stat insular: Nauru
- cele mai multe frontiere: Rusia și China

## U
Uragane
- cele mai mari pierderi de vieți omenești: Bangladesh

## V
Valuri
- cel mai mare: „Cel mai înalt val măsurat pe oceanul planetar s-a produs în noaptea de 6–7 februarie 1933 pe o furtună puternică (126 km/oră, viteza vântului) în Oceanul Pacific la est de ins. Filipine; valul înalt de 34 m, a fost măsurat de locotenentul Frederic Margraff aflat pe nava americană 'Ramapo' care se îndrepta de la Manila (Filipine) spre San Diego (California).[4]”
- cel mai puternic val seismic: Tsunami
- cel mai mare val provocat de alunecări de teren: Golful Lituya

Vânturi
- cea mai mare viteză a vântului în munți:  Mount Washington
- cele mai puternice vânturi: Golful Commonwealth

Vulcani
- cea mai întinsă arie vulcanică: Cercul de foc al Pacificului
- cea mai mare înălțime a norului de erupție: Muntele Bandai
- cea mai puternică erupție vulcanică din epoca modernă: Krakatau
- cea mai puternică explozie: Muntele Tambora
- cea mai rapidă dezvoltare: Paricutin
- cea mai puternică explozie din antichitate: Thira
- cea mai spectaculoasă apariție: Paricutin
- cel mai înalt vulcan stins: Aconcagua
- cel mai înalt vulcan activ: Ojos del Salado
- cel mai înalt vulcan latent: Llullaillaco
- cel mai înalt vulcan submarin: Makarov
- cel mai mare crater: Muntele Aso
- cel mai nordic: Beerenberg
- cel mai sudic vulcan activ: Muntele Erebus
- vulcanul activ cu cea mai lungă perioadă de activitate: Etna
- cele mai frecvente explozii în epoca contemporană: Muntele Asama
- lacul de lavă vulcanică cu cea mai mare iradiație de căldură: Craterul Halemaumau
- unicul lac vulcanic cu lavă clocotindă: Muntele Nyiragongo
- zona cu cea mai intensă utilizare a manifestărilor postvulcanice: Larderello

## Z
Zone forestiere
- cea mai compactă: Selva
- cea mai întinsă:  Taigaua Eurasiatică
- cea mai mare pădure plantată de om: Barajul Verde